# Систем научних дисциплина у педагогији
Систем научних дисциплина у педагогији представља један од значајних сегмената педагогије као науке.

## Педагошке научне дисциплине
Развијених научних дисциплина у педагогији има онолико, колико има развијених подручја васпитно-образовног рада: 
- Васпитање у породици
- Васпитање у предшколској установи
- Школско васпитање
- Васпитање и образовање одраслих
- Васпитање и образовање у условима наставе
- Образовни рад у наставним предметима
- Војно васпитање
- Васпитање у домовима и интернатима
- Васпитање и образовање у индустрији
- Васпитање и образовање у слободном времену

Јохан Фридрих Хербарт, први научни систем педагогије гради тако што прави разлику између теоријске и практичне педагогије. 